# Ureki
Ureki – osiedle typu miejskiego w Gruzji, w regionie Guria. W 2014 roku liczyło 1166 mieszkańców.